# Basilica di Sant'Andrea (Mantova)

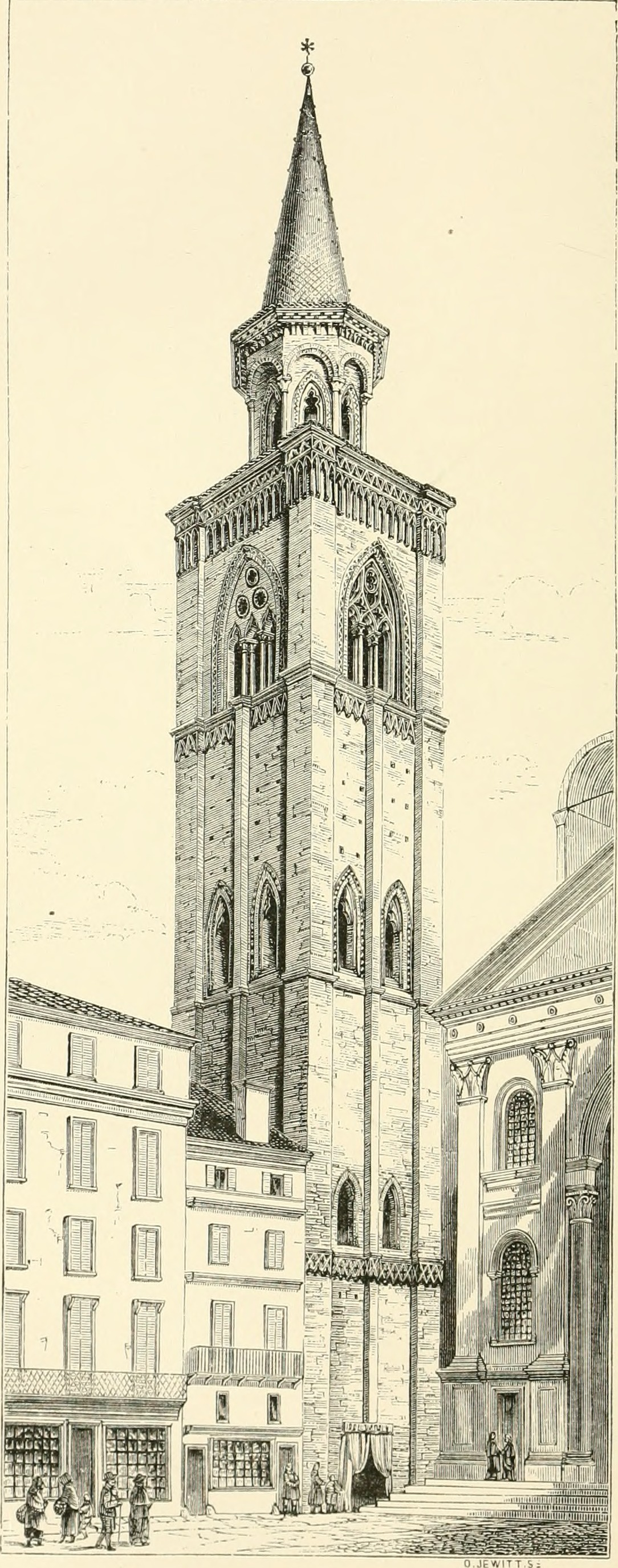
Campanile di Sant'Andrea nel 1874

La basilica di Sant'Andrea è la più grande chiesa di Mantova. Opera di Leon Battista Alberti nello sviluppo dell'architettura rinascimentale, venne completata molti anni dopo la morte dell'architetto, con modi non sempre conformi ai progetti originali. Ha la dignità di basilica minore. Nella cripta si conservano due reliquiari con terra intrisa di sangue di Cristo, che avrebbe portato il soldato romano Longino. Proprio per questo fu sede dal 1608 dell'Ordine militare del Sangue di Gesù Cristo.

## Storia
Un primo edificio religioso preromanico dedicato a Sant'Andrea sorse nel 1046 per volere di Beatrice di Lotaringia, madre di Matilde di Canossa, in seguito alla scoperta della reliquia del Sangue di Cristo, avvenuta nell'804. L'oratorio, terminato nel 1055, sorse sulle rovine dell'Ospedale di Sant'Andrea e contiguo al monastero, edificato dal vescovo Itolfo nel 1037. Con il secondo rinvenimento della reliquia venne costruita nel 1054 la cripta e nel 1057 la nuova chiesa. Unici resti attualmente visibili sono il campanile gotico e un lato del chiostro. La chiesa venne infine ristrutturata definitivamente a partire dal 1472, su progetto di Leon Battista Alberti  su commissione del signore di Mantova Ludovico II Gonzaga (e del figlio Francesco, cardinale), che voleva farne un simbolo del proprio potere sulla città e del prestigio della casata.
Lo scopo della nuova costruzione era quello di accogliere i pellegrini che giungevano durante la festa dell'Ascensione, durante la quale veniva venerata una fiala contenente quello che si ritiene il sangue di Cristo, portato a Mantova, secondo la tradizione, dal centurione Longino. La reliquia, molto venerata a partire dal Medioevo ma soprattutto nel XV secolo, e portata in processione per le vie della città il Venerdì santo, è oggi conservata proprio nei Sacri Vasi custoditi all'interno dell'altare situato nella cripta della basilica.
I lavori iniziarono intorno al 1460 e proseguirono fino alla morte di Alberti. La costruzione venne portata avanti a fasi alterne e rimase a lungo interrotta, tanto che per il completamento dell'edificio si dovette aspettare fino al XVIII secolo. Tuttavia le cappelle risultavano compiute nel 1482 e la facciata risultava completata nel 1488. Questioni storiografiche molto dibattute sono, pertanto, sia la ricostruzione del progetto originario di Alberti, sia la fedeltà a tale progetto di quanto realizzato. Alcuni studiosi attribuiscono ad Alberti lo schema generale e la facciata ma non la definizione dei particolari, mentre altri affermano che quanto costruito nel XV secolo, e in particolare fino alla morte del committente nel 1478, corrisponda al progetto albertiano. Il tecnico incaricato di seguire i lavori durante la prima fase costruttiva fu Luca Fancelli, che disponeva un modello ligneo fornito da Alberti, utile in fase di realizzazione. Fancelli, che seguiva anche i lavori per la chiesa di San Sebastiano e che aveva conosciuto Alberti a Roma, era probabilmente in grado di seguirne le intenzioni progettuali, anche se non risultano documentati disegni di dettaglio forniti da Alberti..
I lavori furono interrotti intorno al 1494 e ripresero solo nel 1530.
La cupola, alta 80 metri e con diametro di 25 è una delle più grandi d'Italia. Venne aggiunta nel 1732 da Filippo Juvarra, che si ispirò a quella borrominiana della basilica di Sant'Andrea delle Fratte a Roma. Durante il periodo di occupazione francese, diverse opere d'arte vennero portate in Francia essendo oggetto di spoliazioni napoleoniche. Tra esse, si ricorda l'Adorazione dei pastori con San Longino e San Giovanni Evangelista, anche Giulio Romano decorava la cappella dei Sacri Vasi nella Basilica di Sant'Andrea. Oggi la tela è al Louvre.
L'imponente campanile gotico ospita 5 campane ottocentesche (La2, Do#3, Mi3, Fa#3, La3), delle quali la maggiore, del peso di 2555 kg, è stata fusa dalla ditta Cavadini di Verona.
Le forti scosse del terremoto dell'Emilia del 20 e 29 maggio 2012 hanno provocato danni alla cupola della basilica.

## Descrizione

### Architettura
L'Alberti creò il suo progetto « [...] più capace più eterno più degno più lieto...» ispirandosi al modello del tempio etrusco descritto da Marco Vitruvio Pollione, un edificio cioè con pronao anteriore a colonne ben distaccate e senza peristasi.
Quello di Alberti andò a contrapporsi e a sostituire un precedente progetto di Antonio Manetti, probabilmente a tre navate, simile alle chiese brunelleschiane. Innanzitutto mutò l'orientamento della chiesa allineandola all'asse viario che collegava Palazzo Ducale al Tè.

### Facciata
La facciata è concepita sullo schema di un arco trionfale romano a un solo fornice tra setti murari, ispirato a modelli antichi come l'arco di Traiano ad Ancona e ancora più monumentale del precedente lavoro albertiano sulla facciata del Tempio Malatestiano. Lo schema dell'arco di trionfo è inserito o sovrapposto al tema formale del tempio classico che forma una sorta di avancorpo avanzato, rispetto al resto dell'edificio.
Sotto l'arco venne a formarsi uno spesso atrio, diventato il punto di filtraggio tra interno ed esterno.
L'ampio arco centrale è inquadrato da paraste corinzie che si estendono per tutta l'altezza della facciata, costituendo uno dei primi monumenti rinascimentali per cui venne adottata questa soluzione che sarà denominata ordine gigante. Sui setti murari si trovano due nicchie sovrapposte tra lesene corinzie sopra i due portali laterali. La facciata è inscrivibile in un quadrato e tutte le misure della navata, sia in pianta che in alzato, si conformano ad un preciso modulo metrico.
Grande enfasi è poi data da un secondo arco superiore, oltre il timpano, e arretrato rispetto all'avancorpo della facciata. Tale elemento architettonico definito "ombrellone", è in realtà un tratto di volta a botte e venne ritenuto, nel XIX secolo, estraneo al progetto di Alberti rischiando la demolizione.
L'"ombrellone" segna l'altezza della navata, enfatizza la solennità dell'arco di trionfo e il suo moto ascensionale e permette l'illuminazione della navata, grazie ad un'apertura posta verso l'interno della controfacciata che forse doveva servire anche per l'ostensione delle reliquie. Questo elemento architettonico impedisce inoltre alla luce di penetrare in modo diretto all'interno della chiesa creando una sorta di penombra.

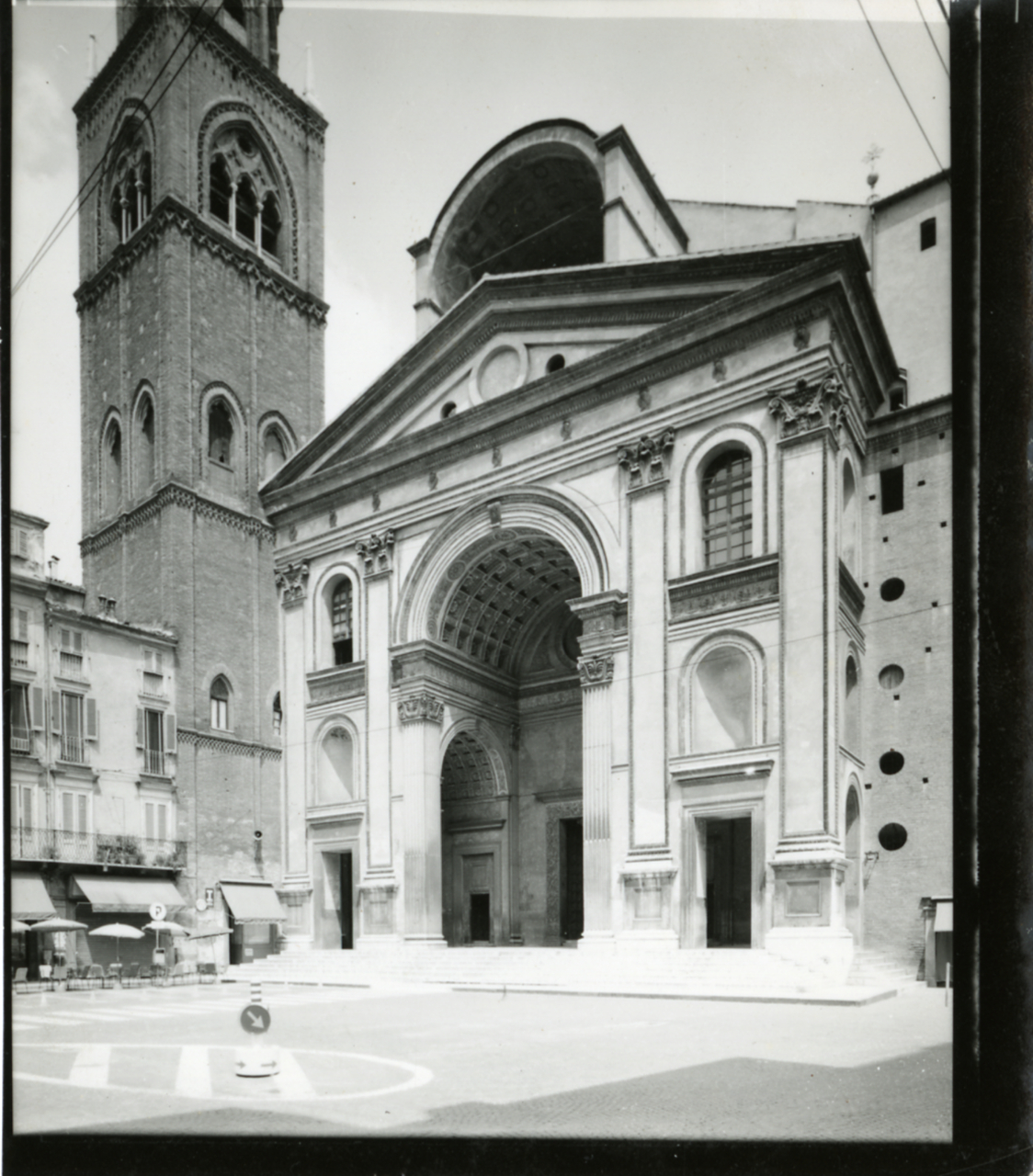
La facciata. Foto di Paolo Monti
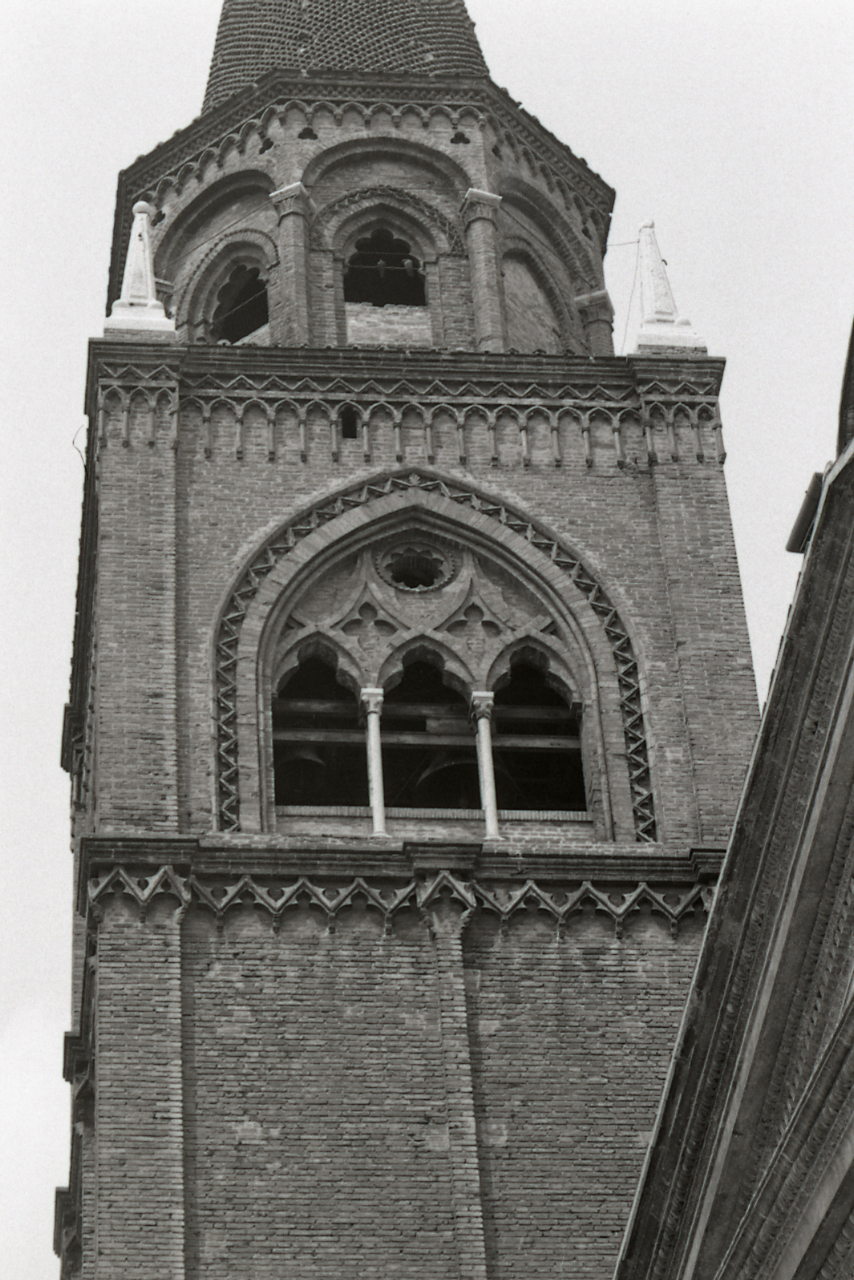
Il campanile. Foto di Paolo Monti
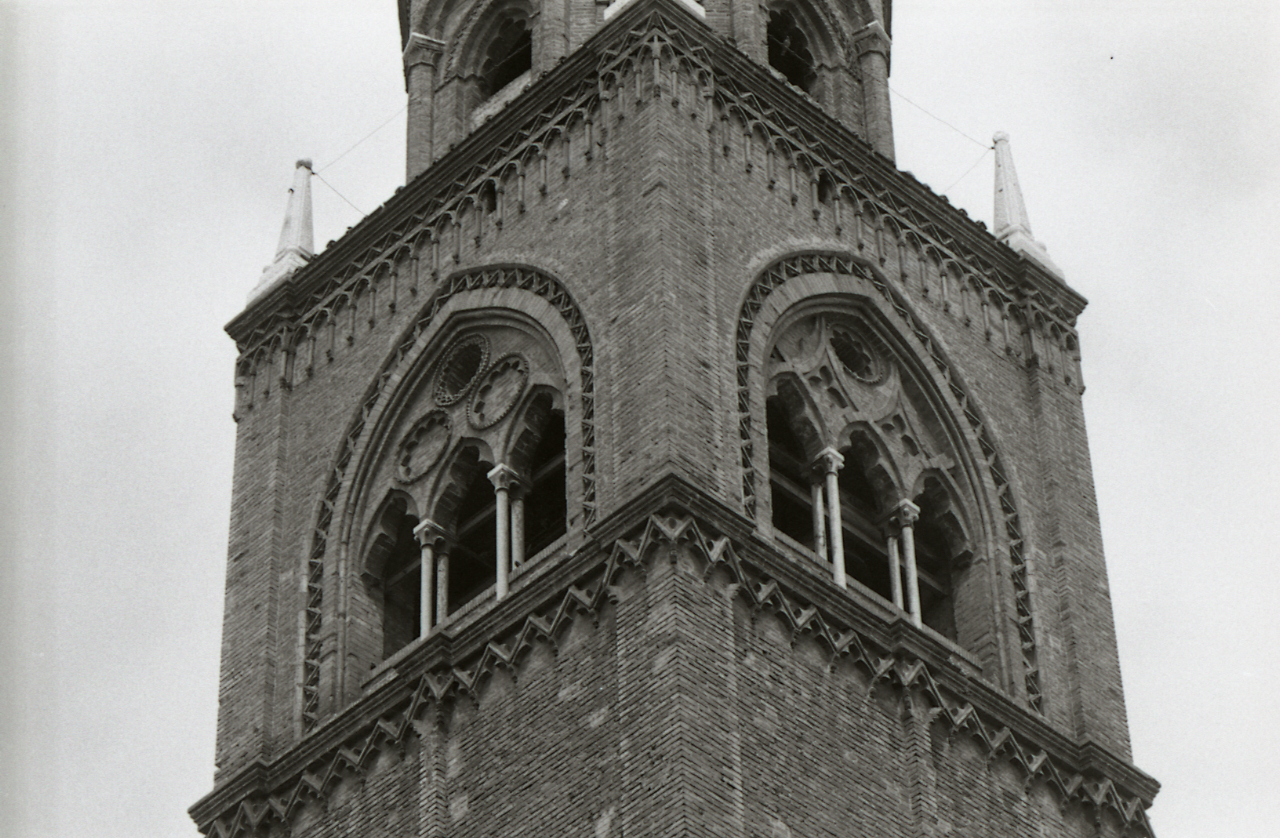
Particolare del campanile. Foto di Paolo Monti
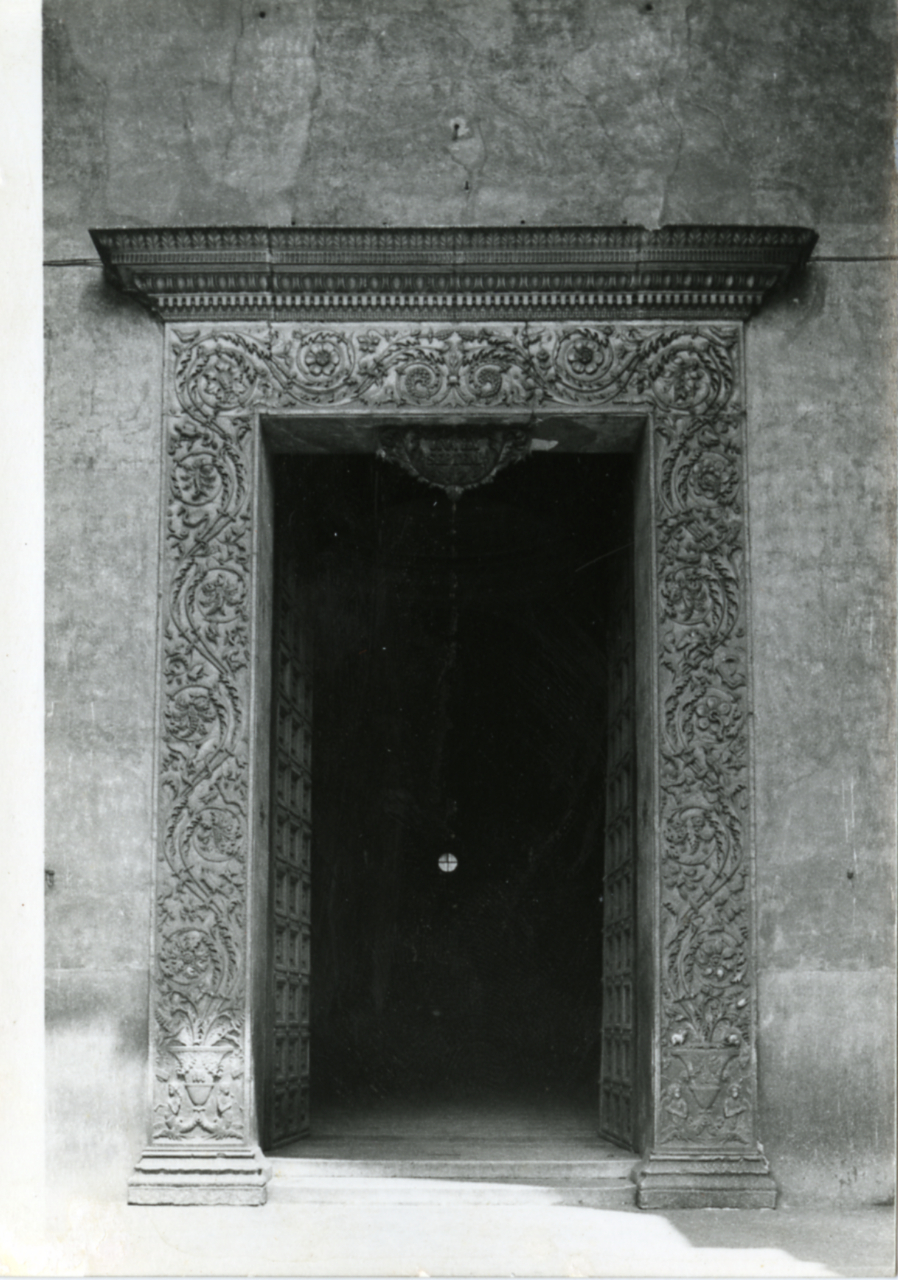
Il portale. Foto di Paolo Monti
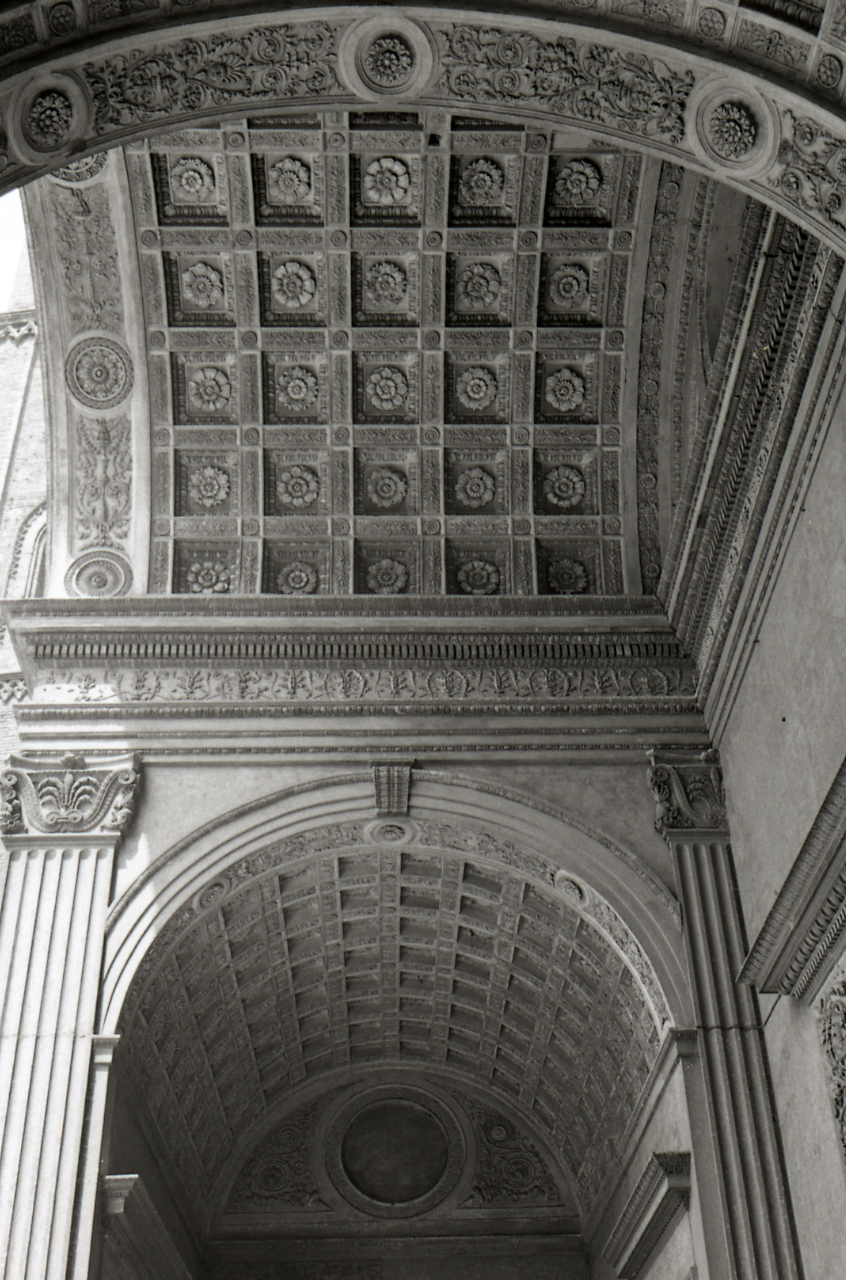
Particolari degli archi della facciata principale. Foto di Paolo Monti
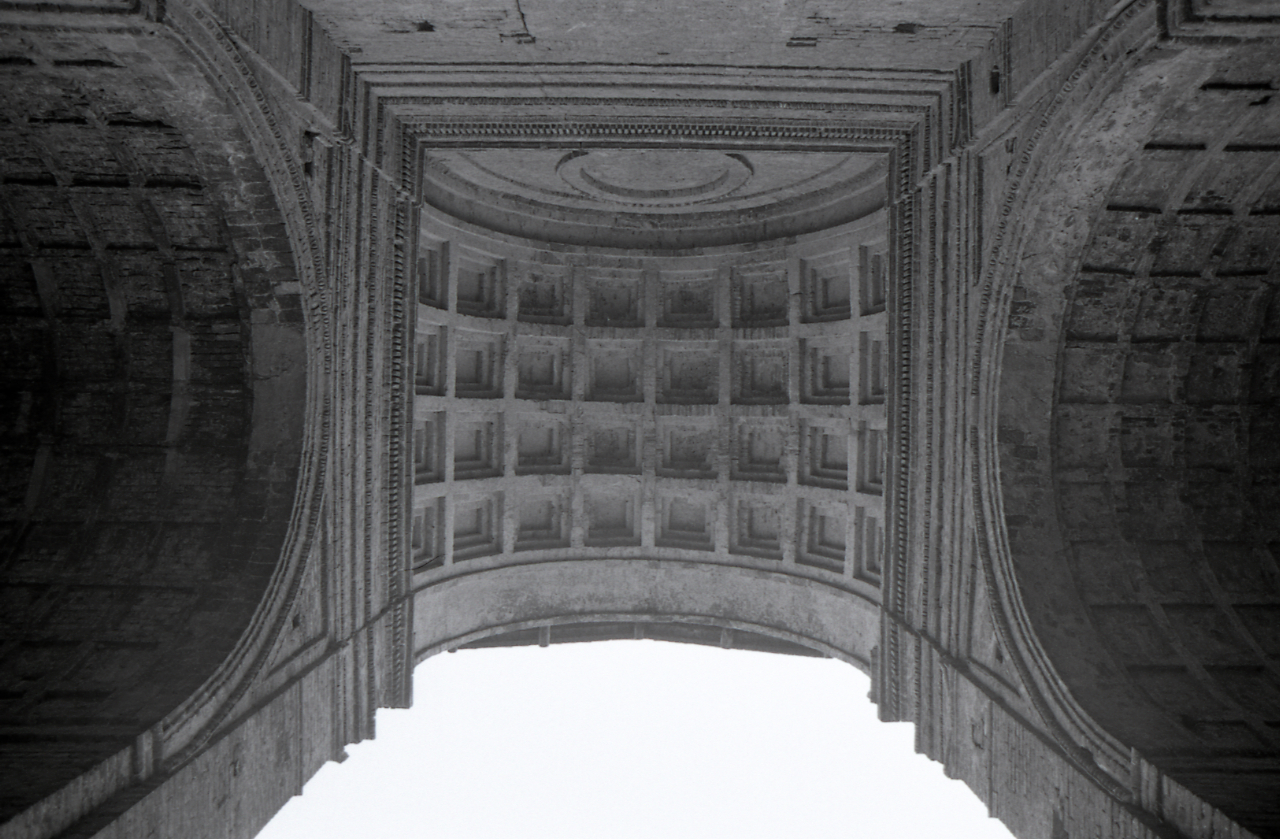
Particolari degli archi della facciata laterale. Foto di Paolo Monti
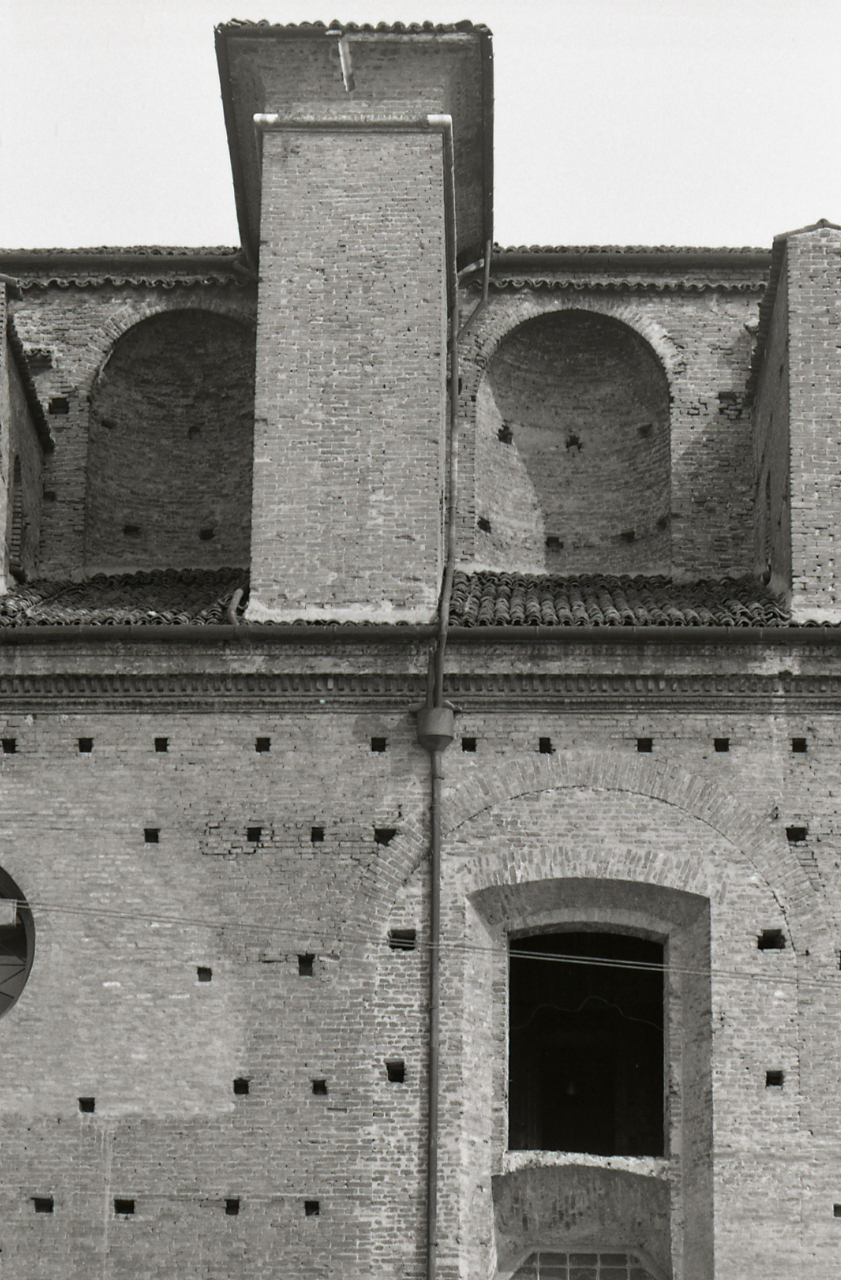
Particolari della facciata laterale. Foto di Paolo Monti
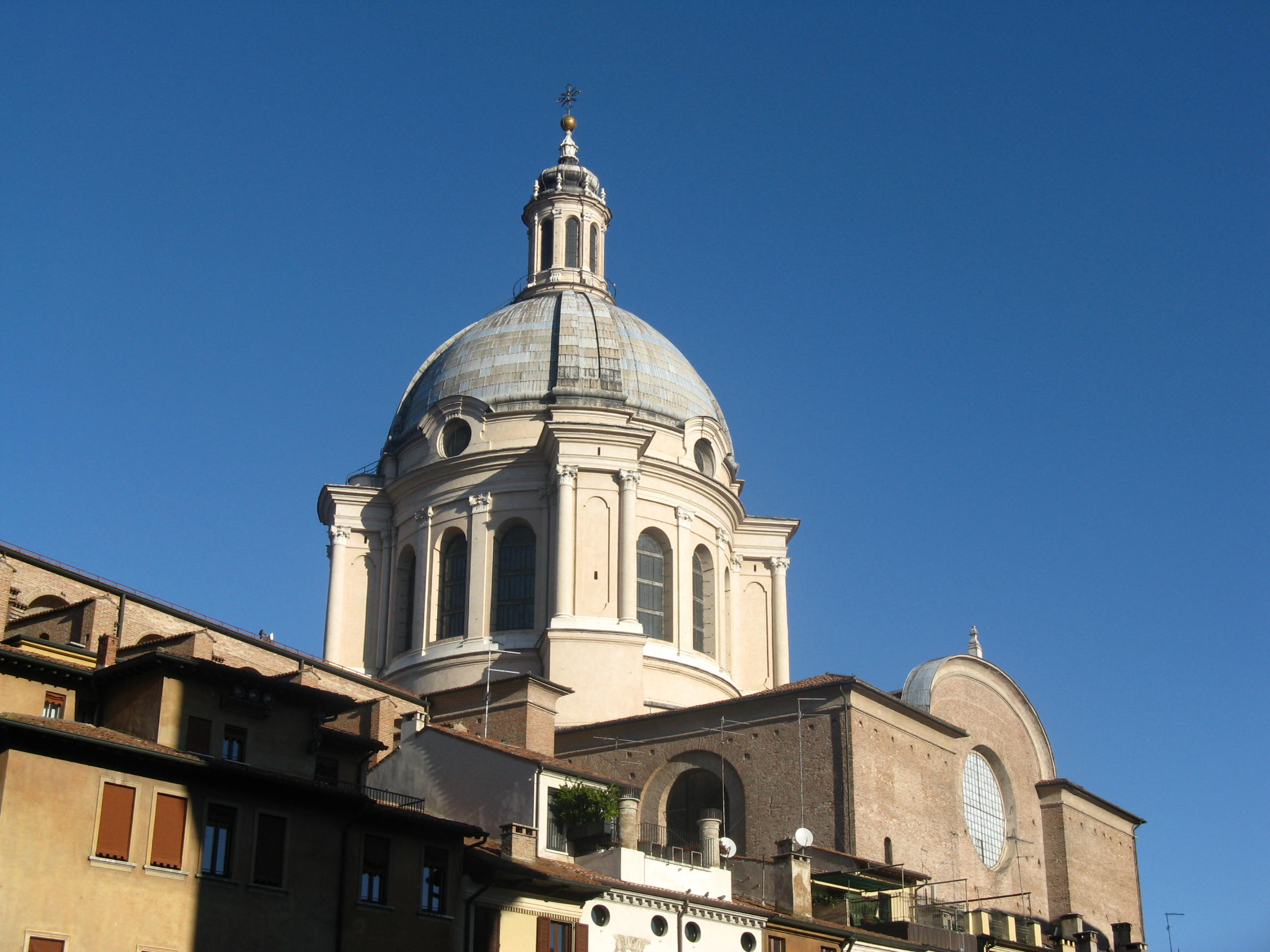
La cupola
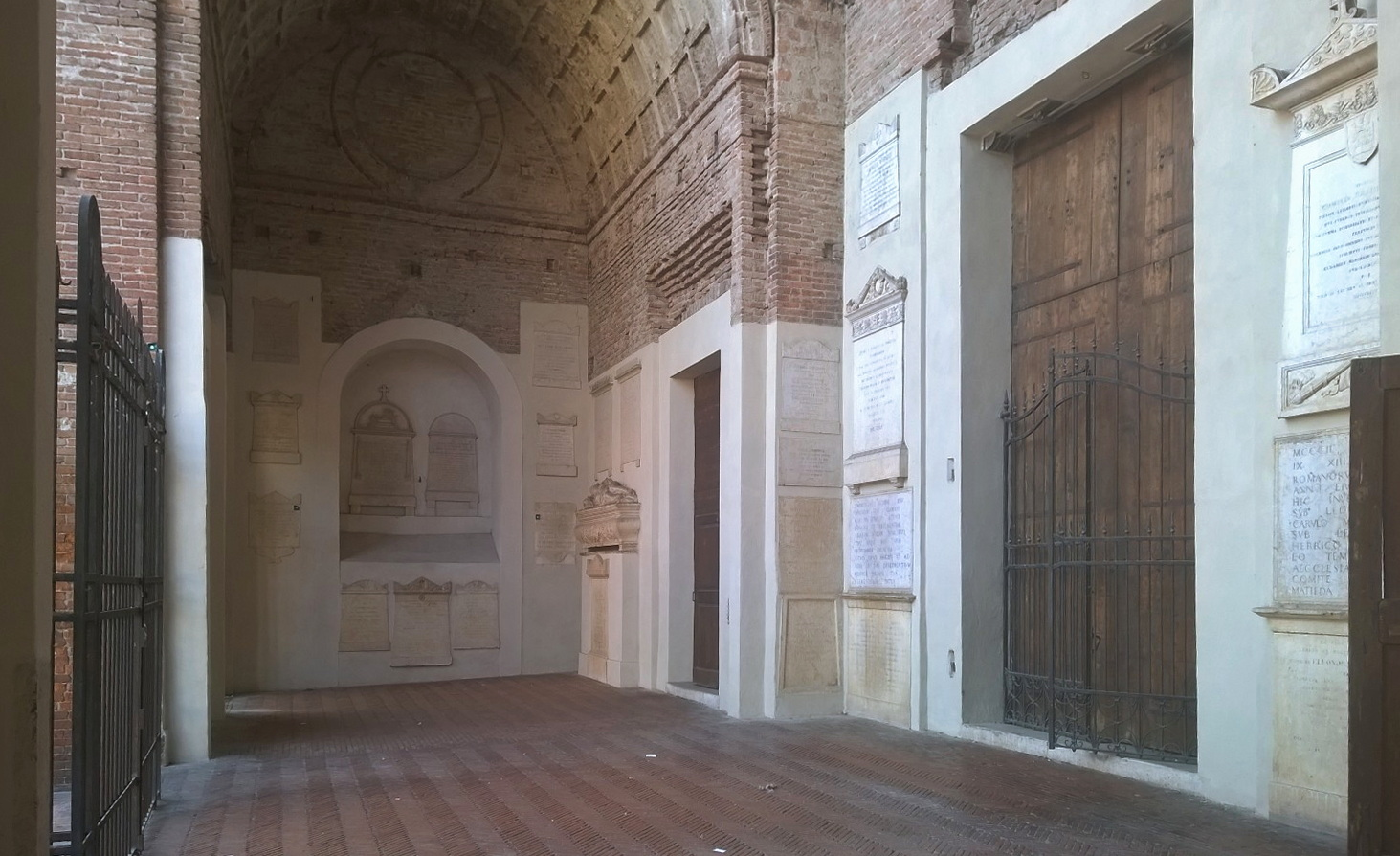
Atrio dell'entrata del transetto

### Interno

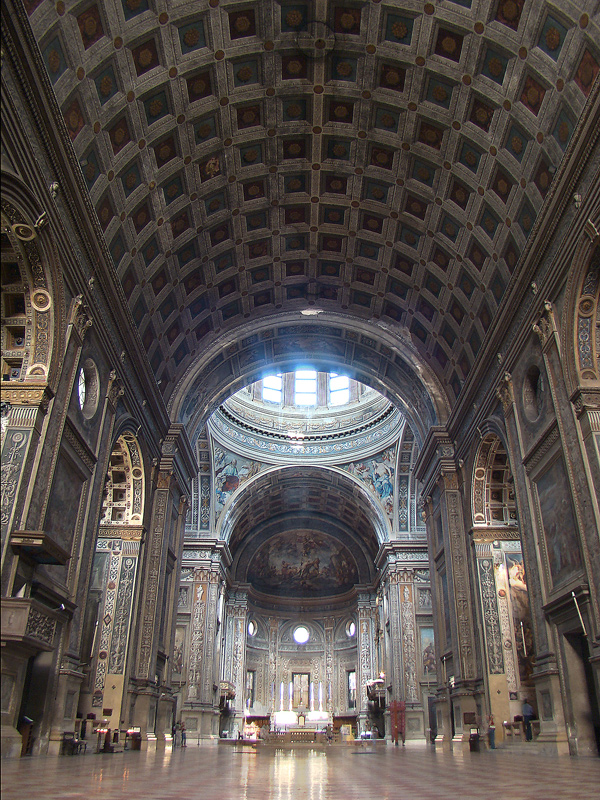
Interno

La struttura interna è a croce latina, con navata unica coperta a botte con lacunari, e con cappelle laterali a base rettangolare, inquadrate negli ingressi da un arco a tutto sesto, che riprende quello della facciata. Tre cappelle più piccole, ricavate nel setto murario dei pilastri, si alternano a quelle maggiori e la loro alternanza venne definita dall'Alberti come tipologia di "chiesa a pilastri". 
L'impianto ad aula della chiesa fu dovuto probabilmente all'esigenza di uno spazio ampio in cui la massa dei fedeli e dei pellegrini potessero assistere all'ostensione dell'importante reliquia.
Il prospetto interno della navata è dunque scandito da due ordini gerarchizzati, di cui uno minore ad arco, inquadrato nella trabeazione dell'ordine maggiore. Questo motivo che presenta l'alternanza di un interasse largo tra due stretti, è chiamato travata ritmica e trova un parallelo con il disegno della facciata. È qui che per la prima volta il ritmo interno di concatenazione degli ordini appare anche nella facciata, configurandosi come principio generatore e ordinatore di tutto lo spazio, sia interno che esterno. Dopo Alberti, che è il primo ad utilizzarlo, diventerà un elemento linguistico molto diffuso con Bramante e gli architetti manieristi.

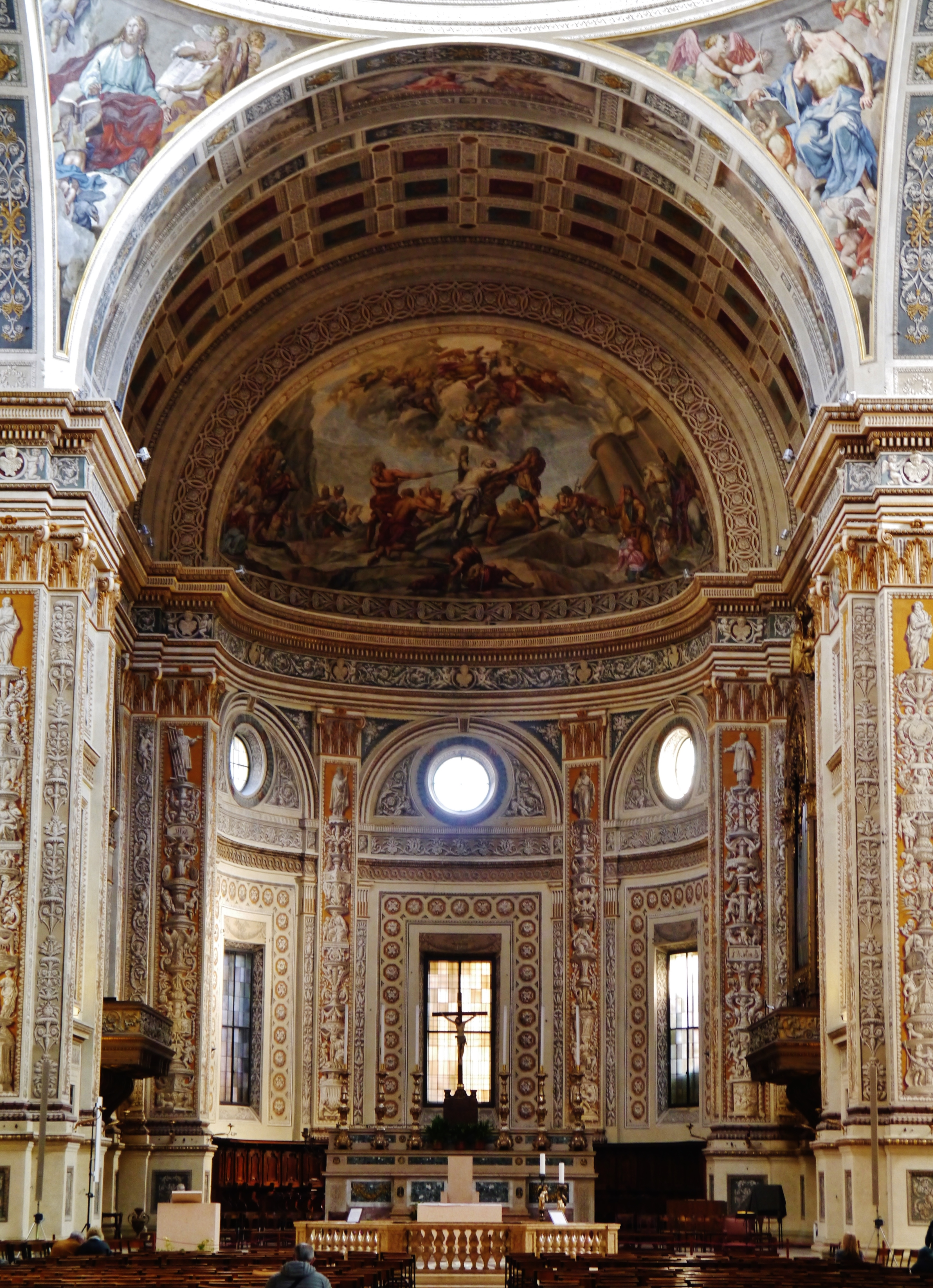
Il presbiterio

La crociera tra navata e transetto è aperta dalla cupola dal diametro di 25 metri, sorretta da pilastri raccordati con quattro pennacchi. Si è dubitato facesse parte del progetto albertiano, tuttavia i pilastri della crociera risultano eretti durante la prima fase costruttiva quattrocentesca.
Dietro l'altare si trova una profonda abside che chiude lo spazio della navata.

#### Cappelle e opere d'arte

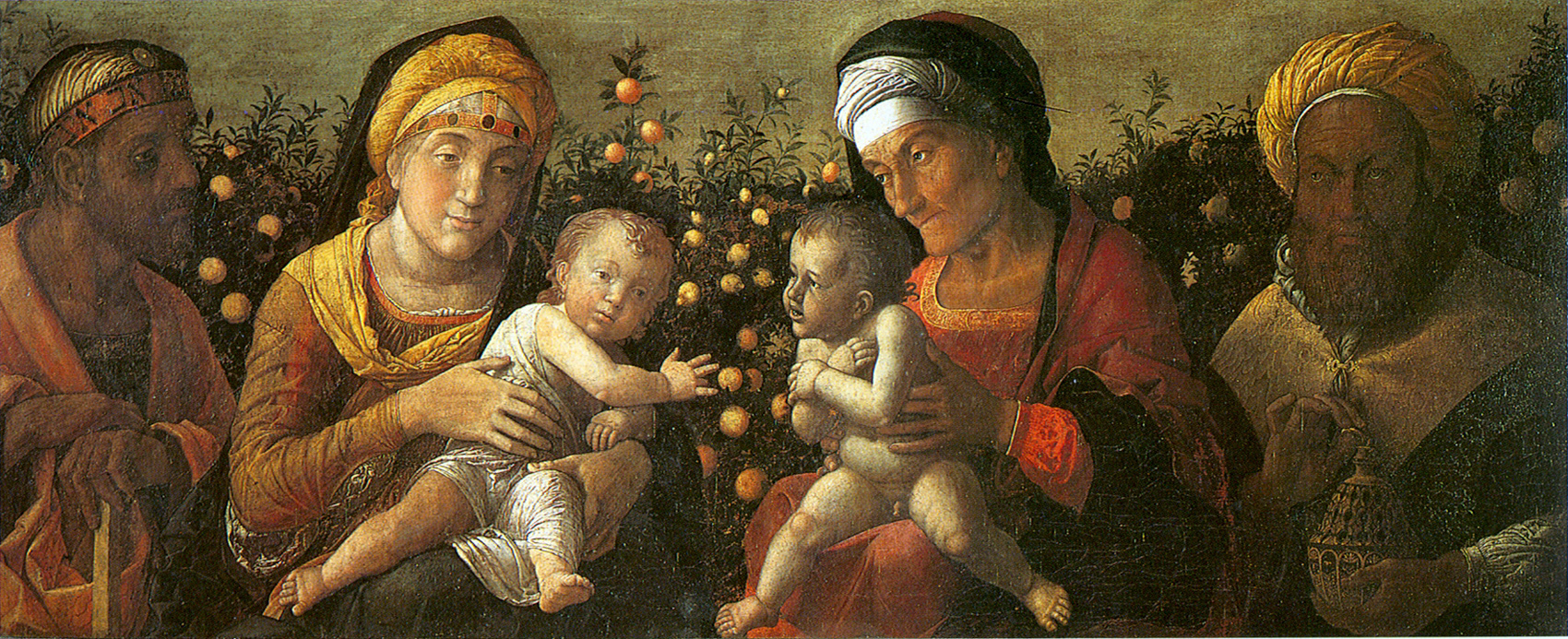
Andrea Mantegna, Sacra Famiglia e famiglia del Battista.

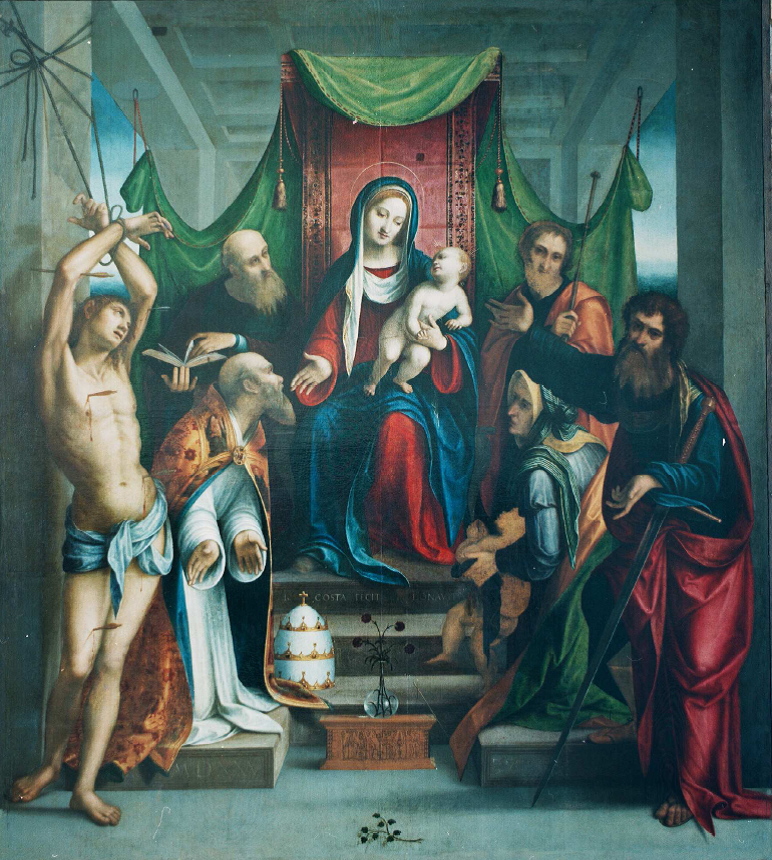
Lorenzo Costa, Madonna in trono e santi, 1525.

All'interno della basilica sono presenti numerose cappelle. Da sinistra verso destra:
- Cappella di San Giovanni Battista o "del Mantegna". Ospita la tomba di Andrea Mantegna. Fu decorata ad opera del Correggio sulla base di disegni dello stesso Mantegna. Del maestro rimangono comunque il Battesimo di Cristo sulla parete di destra, completato dal figlio Francesco, e la Sacra Famiglia e famiglia del Battista, sull'altare. Sulla sinistra il Busto di Andrea Mantegna;
- Cappella di San Silvestro o "del Santo Sepolcro". Pala d'altare Madonna col Bambino in trono tra i santi Sebastiano, Silvestro, Agostino, Paolo, Elisabetta, Giovannino e Rocco, di Lorenzo Costa il Vecchio del 1525;
- Cappella dell'Addolorata. Con monumento sepolcrale della famiglia Boccamaggiore;
- Cappella dell'Immacolata. Ospita il padiglione del preziosissimo sangue, il complesso paramentale più rilevante della diocesi di Mantova, realizzato tra la fine del '600 e l'inizio del '700 e donato alla basilica dalla duchessa Anna Isabella Gonzaga.
- Cappella di San Francesco.
- Cappella del Crocifisso. Pala del Crocifisso di Fermo Ghisoni da Caravaggio, del 1558;
- Cappella di Santo Stefano. È conosciuta anche come Cappella Petrozzani. Situata  nel lato sinistro del transetto della basilica, nel 2018  fu completamente restaurata riportandola alle decorazioni originarie, inclusi gli affreschi attribuiti a Rinaldo Mantovano.[19]All'interno della cappella si trova il Mausoleo Strozzi che realizzato nel 1529 fu destinato alla Chiesa di San Domenico da dove fu trasferito nella Basilica di Sant’Andrea nel 1805 successivamente alla demolizione della chiesa originaria nel 1789. Il sepolcro, attribuito a Giulio Romano, presenta quattro cariatidi che sorreggono una trabeazione, sormontata da un sarcofago con lo stemma della famiglia Strozzi.[20] Nella cappella si trovano anche i monumenti funebri, anch'essi attribuiti a Giulio Romano, di Gerolamo Andreasi e Tullo Petrozzani, funzionari alla corte dei Gonzaga. Ognuno dei tre mausolei sono sormontati da quadri. Al centro sopra il  mausoleo Andreasi, Gesù Crocefisso tra la Madonna e S.Stefano di Antonio Maria Viani, nella parete di sinistra sopra il mausoleo Petrozzani  Disputa di S.Stefano di Domenico Fetti e sulla parete di destra sopra il mausoleo Strozzi Lapidazione di S.Stefano di A.M. Viani.
- Cappella di San Carlo Borromeo. All'interno della cappella si trovano i monumenti funebri di Pietro Strozzi, opera di allievi di Giulio Romano, e di Paolo Pozzo. Vi sono esposti tre quadri, nella parete centrale di Giovan Battista Caccioli S. Carlo Borromeo e S Francesco d'Assisi Implorano la Madonna a favore degli oppestati del 1669, sulla parete di destra di Giuseppe Bottari S. Carlo Borromeo che soccorre la città di Milano colpita dalla peste e sulla parete di sinistra un'altra opera di Giuseppe Bottari Santo francescano che muta l'acqua in vino.
- Cappella del Santissimo Sacramento.
- Cappella "Cantelma". Ospita il monumento sepolcrale della famiglia Cantelmi;
- Cappella di San Longino. A destra, sulla parete, è situato l'affresco Crocefissione di Rinaldo Mantovano,[21] con San Longino ai piedi della Croce. Di fronte, il Rinvenimento del Sangue di Cristo, con Sant'Andrea tra le nuvole che regge la Croce. Al centro della cappella, sopra l'altare, una pala di Giulio Romano che rappresenta la Madonna, San Giuseppe, San Giovanni e San Longino. Nella cappella sono collocate anche i sarcofagi contenenti le spoglie di San Longino e del beato Adalberto (?-1059).[22]
- Cappella di San Luigi.
- Cappella "Cattanea".
- Cappella di San Sebastiano.
- Cappella di Sant'Antonio.
- Battistero.
- Presso il pilastro destro di ingresso al presbiterio è stato ricollocato nel 2022, dopo il restauro il Padiglione per l’esposizione del Preziosissimo Sangue di Cristo realizzato su commissione della duchessa Anna Isabella Gonzaga di Guastalla, probabilmente tra il 1675 circa e l'inizio del XVIII secolo, comunque prima del 1703.[23]

Dall'atrio provengono i quattro medaglioni con Ascensione (scuola di Mantegna, con sinopia del maestro), i Santi Andrea e Longino (scuola di Mantegna), la Sacra Famiglia con i santi Elisabetta e Giovannino (Correggio) e la Deposizione (Correggio), oggi nel Museo diocesano.

#### Cripta

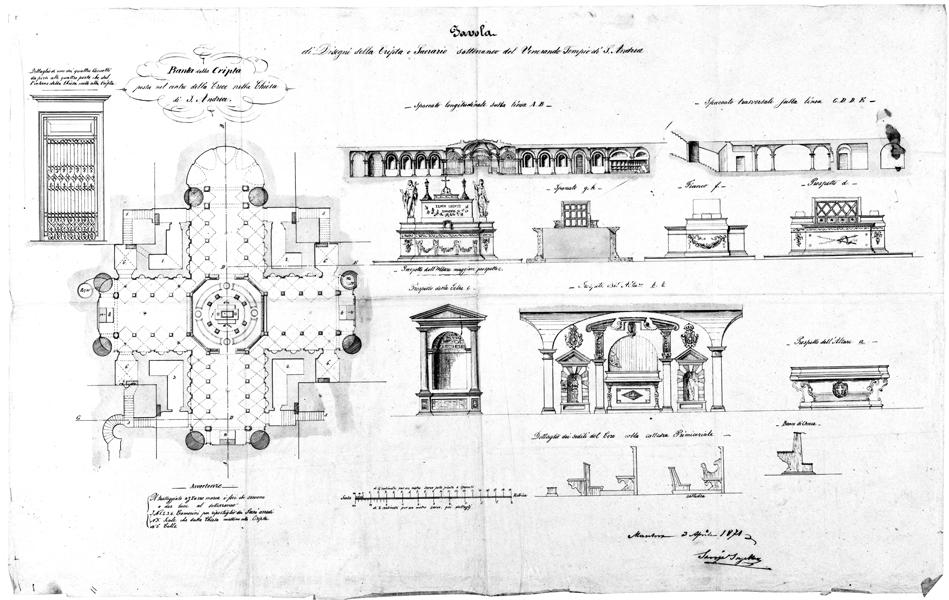
Pianta e disegni della cripta della basilica

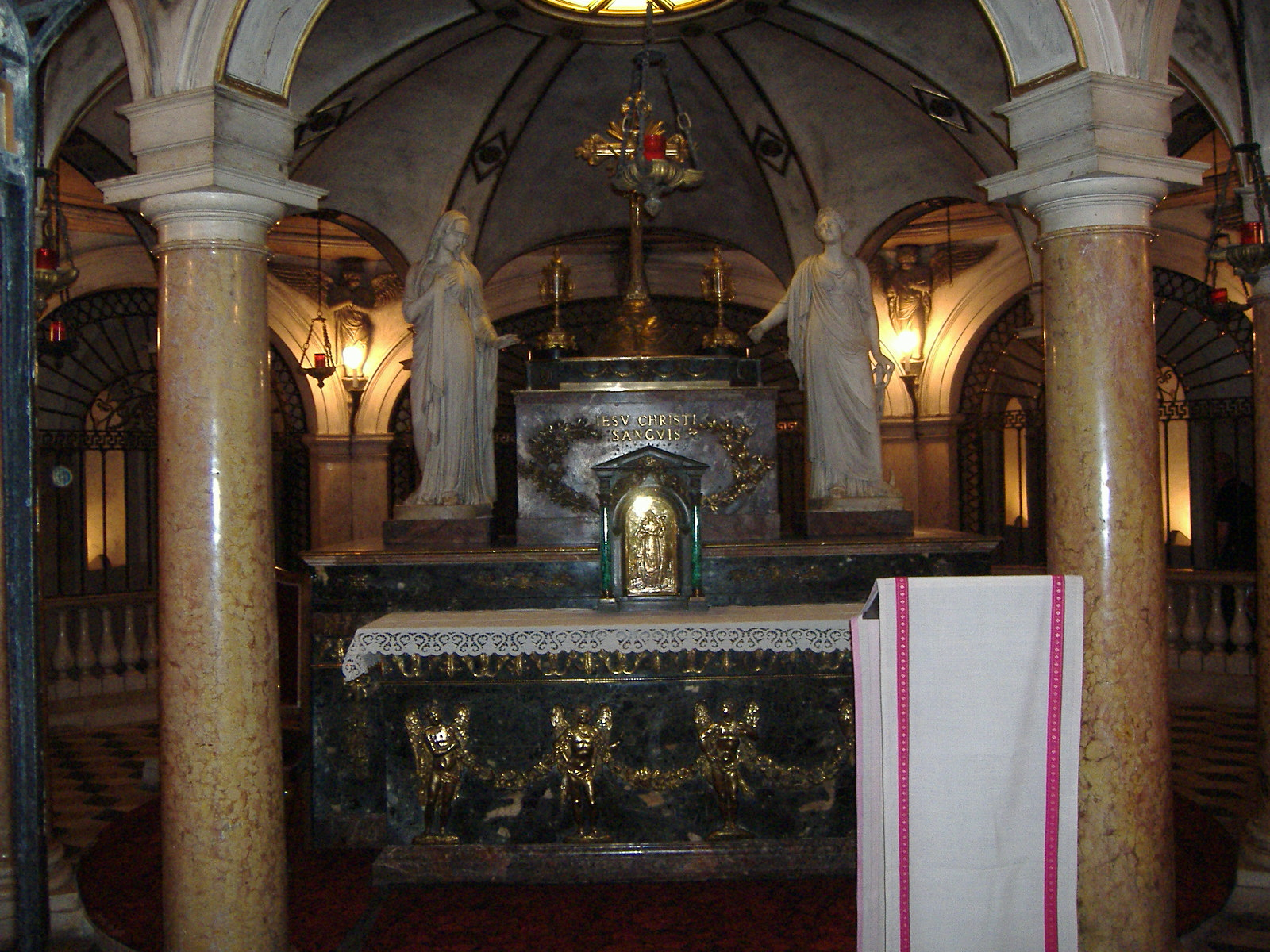
Altare nel cui interno sono conservati i Sacri Vasi nella cripta

Alla fine del XVI secolo fu realizzata una cripta con un colonnato ottagonale, destinata ad accogliere la reliquia del "Preziosissimo sangue", posta in un altare al centro, e le sepolture dei Gonzaga, che non vennero realizzate.

### Sepolti illustri
Nella basilica trovarono sepoltura alcuni membri della famiglia Gonzaga:
- Federico I Gonzaga (†1484), terzo marchese di Mantova[24]
- Eleonora de' Medici (†1611), moglie di Vincenzo I Gonzaga[25]
- Vincenzo I Gonzaga (†1612), quarto duca di Mantova[26]
- Eleonora Gonzaga (†1612), figlia di Francesco IV Gonzaga[27]
- Ludovico Gonzaga (†1612), figlio di Francesco IV Gonzaga[27]
- Ferdinando Gonzaga (†1626), sesto duca di Mantova[28]

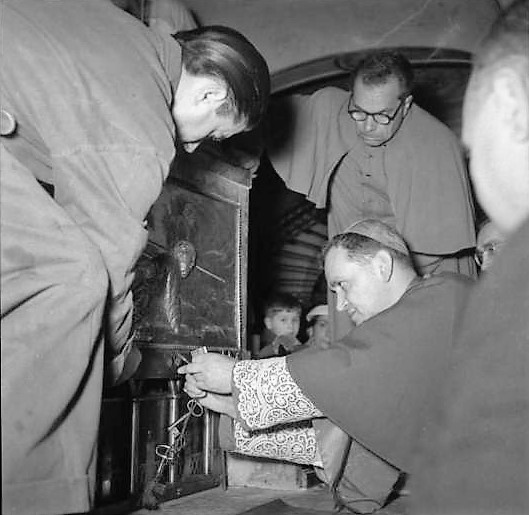
Il 19 aprile 1957 il Vescovo Antonio Poma apre la serratura dello scrigno contenente la reliquia del "Preziosissimo sangue",

Nell'agosto 2015 è avanzata l'ipotesi della realizzazione, nel transetto nord-ovest della basilica e in prossimità dell'ingresso su piazza Leon Battista Alberti, di una vasca rettangolare in marmo, larga 4,7 m. e lunga 2 m., per il battesimo degli adulti.

### Organo a canne
Sulla cantoria destra del presbiterio è collocato l'organo a canne, costruito nel 1850 dai Fratelli Serassi di Bergamo (opus 604). Lo strumento ha due tastiere di 73 tasti ed una pedaliera dritta di 27 note; è a trasmissione integralmente meccanica ed è inserito all'interno della ricca cassa dorata scolpita, opera in stile neoclassico di Paolo Pozzo; la facciata è costituita da tre cuspidi del registro di principale.

## Rapporti con l'antico
Per gli elementi della chiesa gli storici hanno proposto numerosi riferimenti e modelli antichi. Tuttavia risulta chiaro in quest'opera il rapporto che Alberti aveva con le fonti classiche, mai oggetto di semplice imitazione, ma analizzate nei componenti sintattici e utilizzate in modo autonomo. Inoltre Alberti non limitava il suo interesse agli edifici classici, ma utilizzò qui, come in altre sue opere, anche elementi desunti da monumenti medievali: la basilica di San Marco, per la facciata vista come avancorpo e le cappelle ricavate all'interno dei pilastri, e la Badia Fiesolana, per la copertura a volta della navata.